# Varna (Olaszország)
Varna (németül: Vahrn) község Olaszországban, Bolzano autonóm megyében. Lakosainak száma 4993 fő (2023. január 1.). Varna Bressanone, Naz-Sciaves, Sarentino, Chiusa, Fortezza és Velturno községekkel határos.

## Népesség
A település népességének változása:
| Lakosok száma | 3994 | 4523 | 4546 | 4993 |
|               | 2008 | 2017 | 2018 | 2023 |